# Mount Rainier (Maryland)
Mount Rainier è un comune degli Stati Uniti d'America nella contea di Prince George's, nello Stato del Maryland.